# Cydosia chalybella
Cydosia chalybella är en fjärilsart som beskrevs av Achille Guenée 1879. Cydosia chalybella ingår i släktet Cydosia och familjen nattflyn. Inga underarter finns listade i Catalogue of Life.